# Wild Night
Wild Night è un singolo del cantautore nordirlandese Van Morrison, pubblicato nel 1971 ed estratto dal suo quinto album in studio Tupelo Honey.

## Tracce
- 7"

1. Wild Night
2. Street Choir

## Formazione
- Van Morrison – voce, chitarra
- Ronnie Montrose – chitarra elettrica
- Bill Church – basso
- Luis Gasca – tromba
- Gary Mallaber – percussioni
- John McFee – pedal steel guitar
- Rick Shlosser – batteria
- Jack Schroer – sassofono alto, sassofono baritono

## Cover
- La canzone è stata pubblicata come cover in duo da John Mellencamp e Meshell Ndegeocello nel 1994. Essa è inserita nell'album Dance Naked di John Mellencamp.
- Martha Reeves pubblica la sua versione nel 1974.
- Nel 2014 Martina McBride include una sua cover nell'album Everlasting.